# Frontons del Partenó
Els frontons del Partenó són dos conjunts d'estàtues (al voltant de cinquanta) de marbre pentèlic localitzades originàriament a les façanes est i oest del Partenó, a l'Acròpoli d'Atenes. La seva autoria correspon a diversos artistes, com Agoràcrit, i el mestre d'obres fou Fídies.
Es coneixen els temes d'aquests frontons gràcies a Pausànias: a l'est, el naixement d'Atena, i a l'oest, l'enfrontament entre aquesta i Posidó per convertir-se en la divinitat protectora d'Atenes.
Amb el transcurs del temps i els conflictes militars els frontons s'han vist greument malbaratats. A principis del segle xix Lord Elgin va manar els seus agents que retiressin les estàtues de l'edifici, considerant-les l'arquetip de l'escultura clàssica grega i, fins i tot, l'encarnació de la "bellesa ideal", i les van traslladar al Museu Britànic de Londres. Algunes estàtues i diversos fragments es conserven al Museu de l'Acròpoli d'Atenes.

## Partenó
L'any 480 aC, els perses van saquejar l'Acròpoli d'Atenes, inclòs el Prepartenó (l'anomenat Hekatómpedon) que estava en construcció. Després de les seves victòries a Salamina i Platea, els atenesos van jurar no reconstruir els temples destruïts, sinó deixar-los com estaven en memòria de la barbàrie persa.

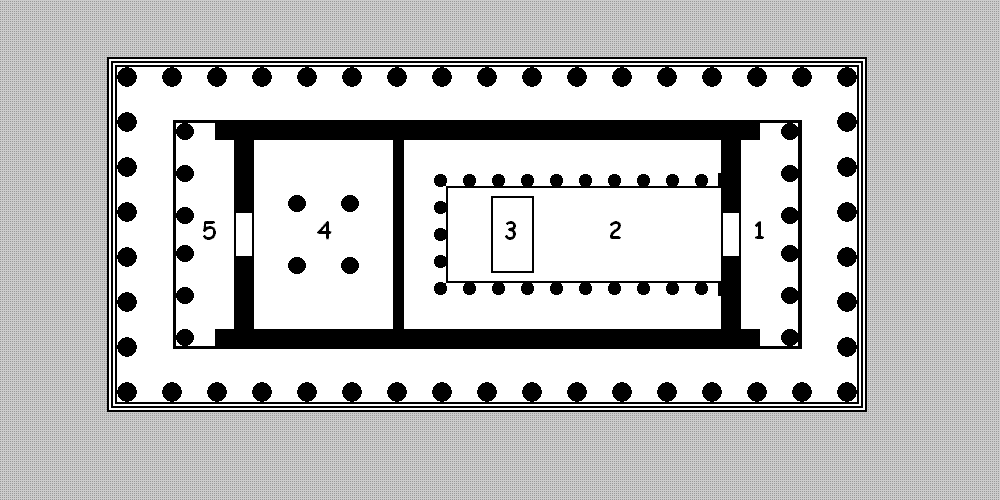
Planta del Partenó: 1) Prónaos (banda est)
2)Naos hekatómpedon (banda est)
3) Estàtua criselefantina d'Atena Pàrtenos
4) Partenó ("sala de les verges", tresor) (banda oest)
5) Opistòdom (banda oest)

El poder d'Atenes va créixer de mica en mica, principalment amb el suport de la Lliga de Delos, a la qual controlava cada cop més de manera hegemònica. De fet, l'any 454 aC, el tresor de la lliga fou traslladat de Delos a Atenes. Després es va iniciar un gran programa de construccions (d'entre aquestes, el Partenó), finançat amb aquesta font. Aquest nou edifici no tenia la intenció de convertir-se en un temple, sinó que la seva funció originària era la d'un tresor per guardar l'estàtua criselefantina d'Atena Partenos.
El Partenó fou erigit entre el 447 i el 438 aC. El "Prepartenó" era un edifici hexàstil, és a dir, amb un pòrtic de sis columnes a la façana principal. El seu successor, més gran, era octàstil (vuit columnes davant i disset als costats del persitil); i mesurava 30,88 metres d'amplada i 69,50 de llargada. El sekos (la part tancada envoltada pel peristil) tenia una amplada de 19 metres. En conseqüència, es van poder crear dues grans sales: una a l'est, per acollir l'estàtua d'Atena (d'uns dotze metres d'alçada), i l'altra, a l'oest, per guardar el tresor de la Lliga de Delos. Els encarregats de la construcció foren Fídies, Cal·lícrates i Ictí. El projecte de decoració fou formalment tradicional (amb frontons i mètopes) però d'una escala sense precedents. Els frontons eren els més grans i complexos de tots els que s'havien fet fins aleshores. El nombre de mètopes (92), totes esculpides, no tenia precedents i mai no es van renovar. Mentre que el temple era d'ordre dòric, la decoració al voltant del sekos (composta habitualment per mètopes i triglifs) consistia en un fris d'ordre jònic.

## Realització

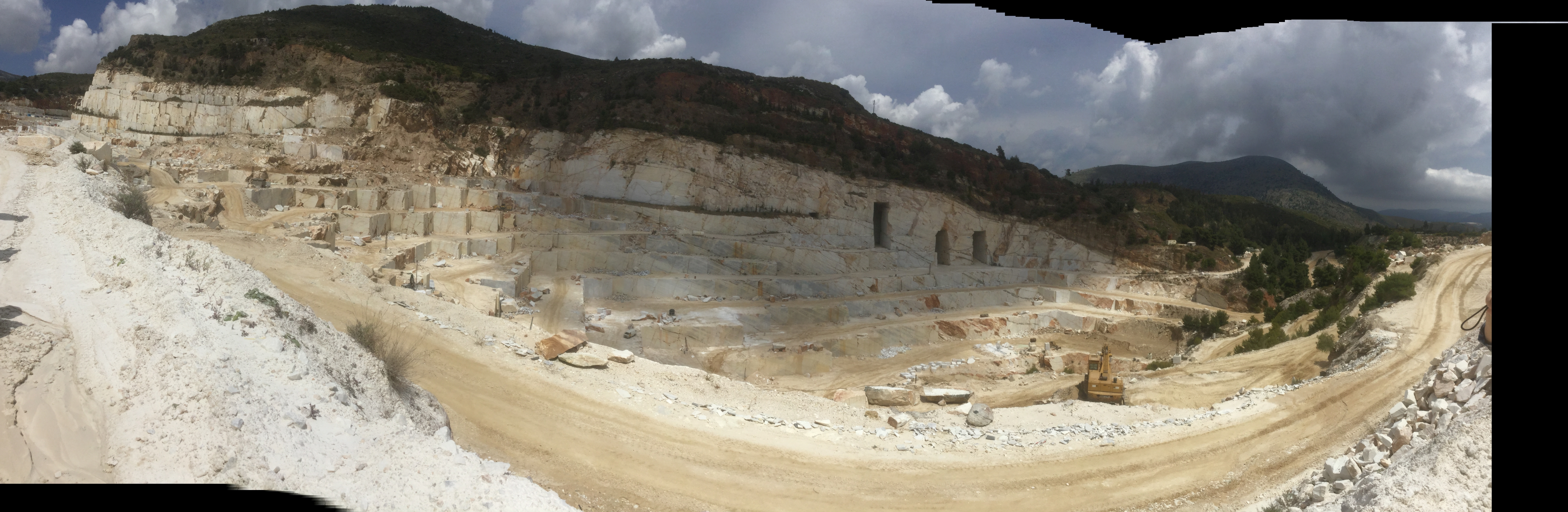
Una cantera moderna del mont Pentèlic

Els registres contables de la construcció del Partenó permeten saber que el marbre destinat als frontons va començar a extreure's de les canteres del mont Pentèlic el 439-438 aC, i que el treball d'escultura va començar a partir de l'any següent. Els comptes també mostren que les despeses de l'excavació i el transport foren anuals. Això podria significar que s'haurien utilitzat diverses canteres cada any per obtenir la millor qualitat de marbre possible. Les últimes compres de marbre a les canteres es registren al 434 aC. Com que les escultures dels frontons s'havien de col·locar quasi al final de la construcció de l'edifici (abans que s'instal·lés el sostre), probablement es fes l'any 432 aC.
Des d'Adolf Michaelis el 1871, les estàtues són classificades d'esquerra a dreta per mitjà d'una lletra: de l'A a la W per al frontó oest i de l'A a la P per al frontó est. Pausànias, a la seva Descripció de Grècia, informa de manera regular sobre els autors de les obres que descriu. No obstant això, no dona informació sobre l'autor dels frontons del Partenó. És possible, doncs, considerar un mestre d'obres per a cadascun dels frontons. A causa de la grandària de la construcció (aproximadament cinquanta estàtues tallades en sis anys), hi van treballar diversos artistes, com ho demostren les diferències d'estil i tècnica. Per tant, el frontó occidental sembla més rebuscat, més artificial (quasi manierista) que el frontó oriental. És possible que hi hagués un artista per estàtua o grup d'estàtues. Els comptes del 434-433 aC indiquen que als escultors se'ls van pagar 16.392 dracmes. No obstant això, és difícil saber si era un salari total o anual. En comparació, la despesa total de cadascun dels frontons (molt més petits) del Temple d'Asclepi d'Epidaure fou de 3010 dracmes. Robert Spenser Stainer proposà el 1953 una estimació d'una quantitat de 17talents (102.000 dracmes) per als frontons i les acròteres.
Les estàtues d'aquest jaciment són les escultures de frontons més grans esculpides a la Grècia clàssica, i quasi totes són d'un únic bloc. A més a més, es van realitzar en volum rodó, ja que es van treballar tant per la part davantera com per la posterior, que no quedava a la vista. És possible que estiguessin exposades a la cantera mentre s'esperava que fossin muntades al Partenó. Encara que els artistes són els que haurien decidit acabar-les completament, l'acabat depèn de cadascú: en algunes, els detalls (invisibles des del terra) no estan acabats; a diferència d'altres que sí ho estan. A més a mes, fou necessari planejar la part posterior d'algunes (per exemple: l'oest A) per encabir-les al seu lloc. Uns solcs, profunds i rectangulars, a les cantonades dels frontons podrien indicar la presència de mecanismes d'elevació per fer pujar les estàtues.

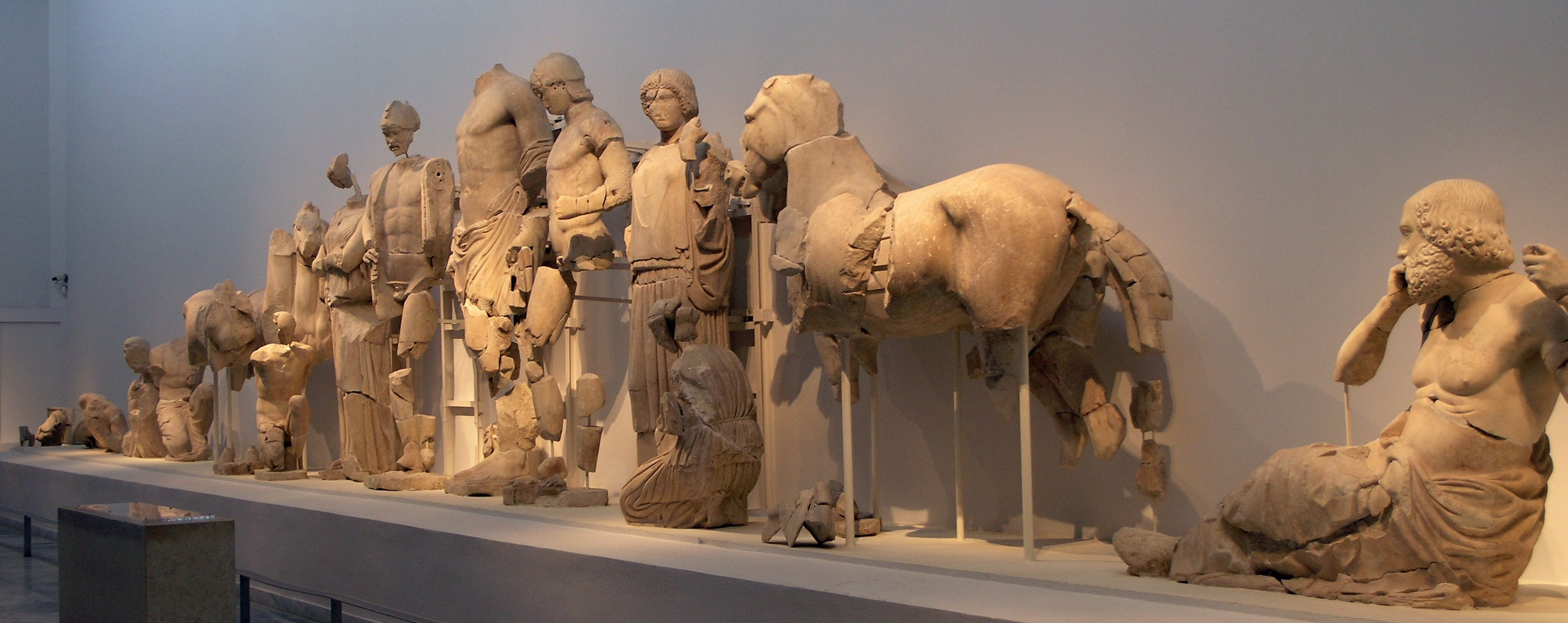
Bloc escultòric del frontó del Temple de Zeus a Olímpia

Els frontons del Temple de Zeus a Olímpia, vint anys més antics, semblen haver influït en els frontons del Partenó. Les dimensions són relativament equivalents: 3,44 metres d'alçada i un metre de fondària a Olímpia. Per fer-los més visibles, a causa de l'angle de visió, algunes estàtues estaven inclinades cap a l'exterior (igual que a Olímpia), i a vegades fins a 30 centímetres per davunt del buit. Inclòs en les estàtues assegudes els peus sobresortien del marge. Els sistemes de fixació (espigues i claus) de les estàtues de la cornisa horitzontal eren relativament iguals a Atenes i Olímpia. No obstant això, per a les més pesades (les del centre), els escultors del Partenó van afegir innovacions. Estaven sostingudes amb dos puntals de ferro que es clavaven, un al plint de l'estàtua i l'altre profundament a la cornisa horitzontal i al timpà. Aquests puntals en forma d'"L" feien que el pes de l'estàtua descansés en voladís sobre la cornisa.

## Descripció
Els frontons incloïen moltes estàtues, però a la part oest n'hi havia és que a l'est. En la descripció de Pausànias de l'Acròpoli d'Atenes s'informa dels temes escollits: l'enfrontament entre Atena i Posidó per l'Àtica a l'oest i el naixement d'Atena a l'est. És l'única menció a la literatura antiga sobre la decoració del Partenó. El nombre d'estàtues i els mites evocats van fer que l'expert en l'Antiguitat, Bernard Ashmole, es preguntés si els contemporanis de Fídies van ser realment capaços d'identificar-ne tots els personatges.

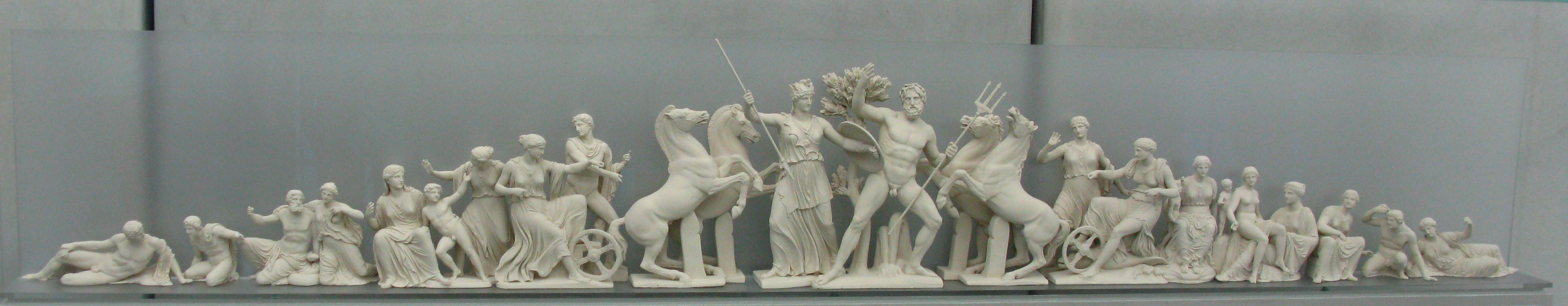
Reconstrucció del frontó oest (Museu de l'Acròpoli d'Atenes)

### Frontó oest

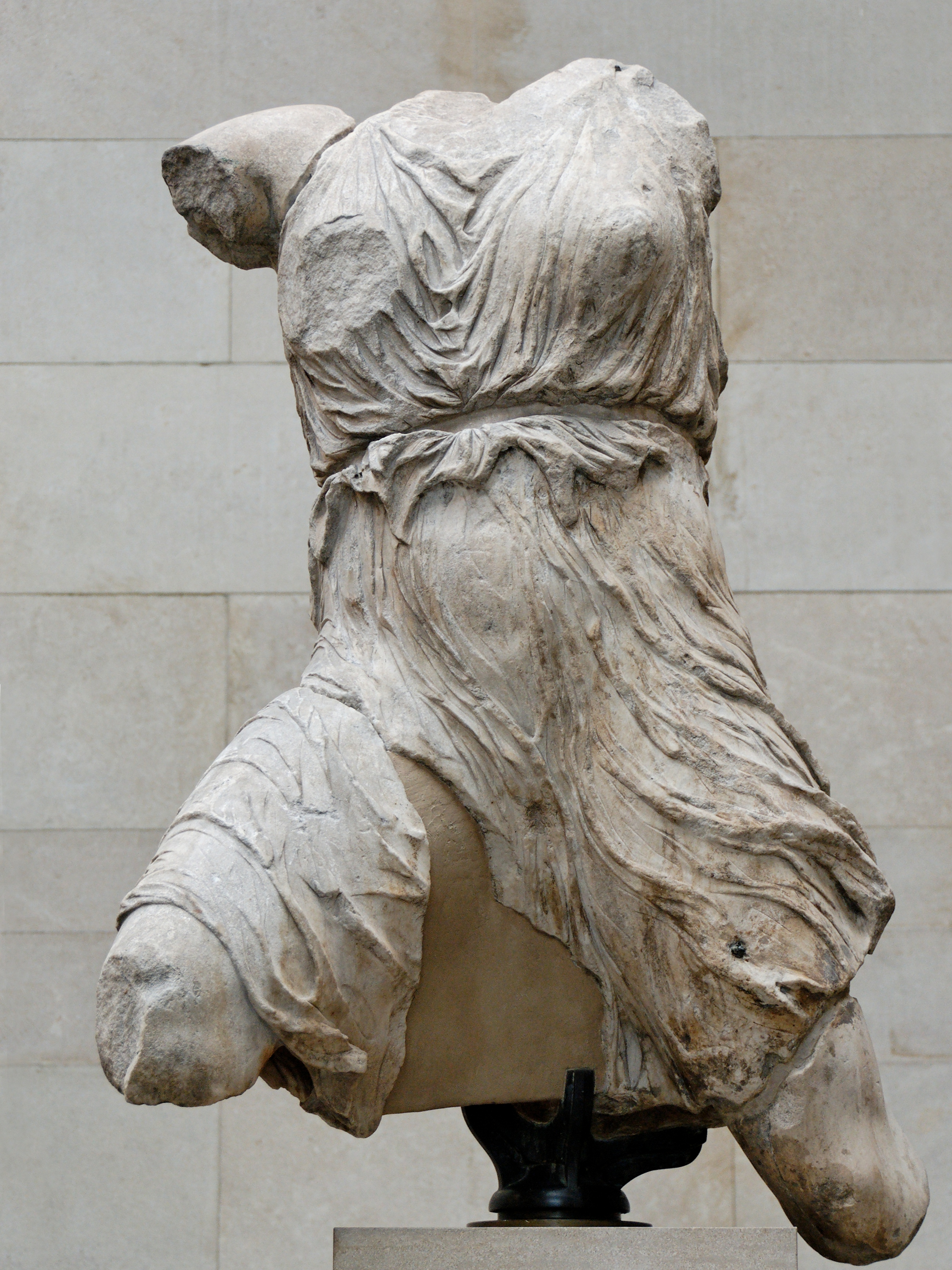
Estàtua de la deessa Iris (figura oest N)

A la façana oest, la menor, estava representat l'enfrontament entre Atena i Posidó per Atenes i l'Àtica i la victòria de la deessa verge, és a dir, el mite de la fundació d'Atenes, un dels grans mites locals. Les dues divinitats, en la seva disputa per la sobirania de la regió, van decidir oferir els regals més bells per guanyar: el déu dels mars amb un cop del seu trident va provocar una font (o llac) d'aigua salada a l'Acròpoli; en canvi, Atena, amb la punta de la seva llança va fer aparèixer la primera olivera. Finalment va guanyar l'olivera i Atena. Com que el mite fins aleshores quasi no havia estat representat, l'artista que va idear el conjunt, així com els escultors, tenien completa llibertat.
A l'espai central, els dos déus (Atena a l'esquerra, oest L, i Posidó a la dreta, oest M) estaven asseguts separats per l'olivera d'Atena o pel raig de Zeus. La representació en aquest frontó de la intervenció de Zeus a la baralla podria ser la primera aparició en aquest tema. Posteriorment s'han trobat representacions d'aquest moment en un vas de ceràmica de finals del segle V aC conservat al Museu Arqueològic de Pella i a la literatura.